# Думиничский район
Думи́ничский райо́н — административно-территориальная единица (район) и муниципальное образование (муниципальный район) в Калужской области России/
Административный центр — посёлок городского типа Думиничи.

## География
Площадь — 117,4 км² (16-е место среди районов области). Район граничит с Сухиничским, Ульяновским, Жиздринским, Хвастовичским, Людиновским и Кировским районами.
Основные реки — Жиздра и её притоки Брынь, Которянка, Рессета.

## История

### Освоение территории района

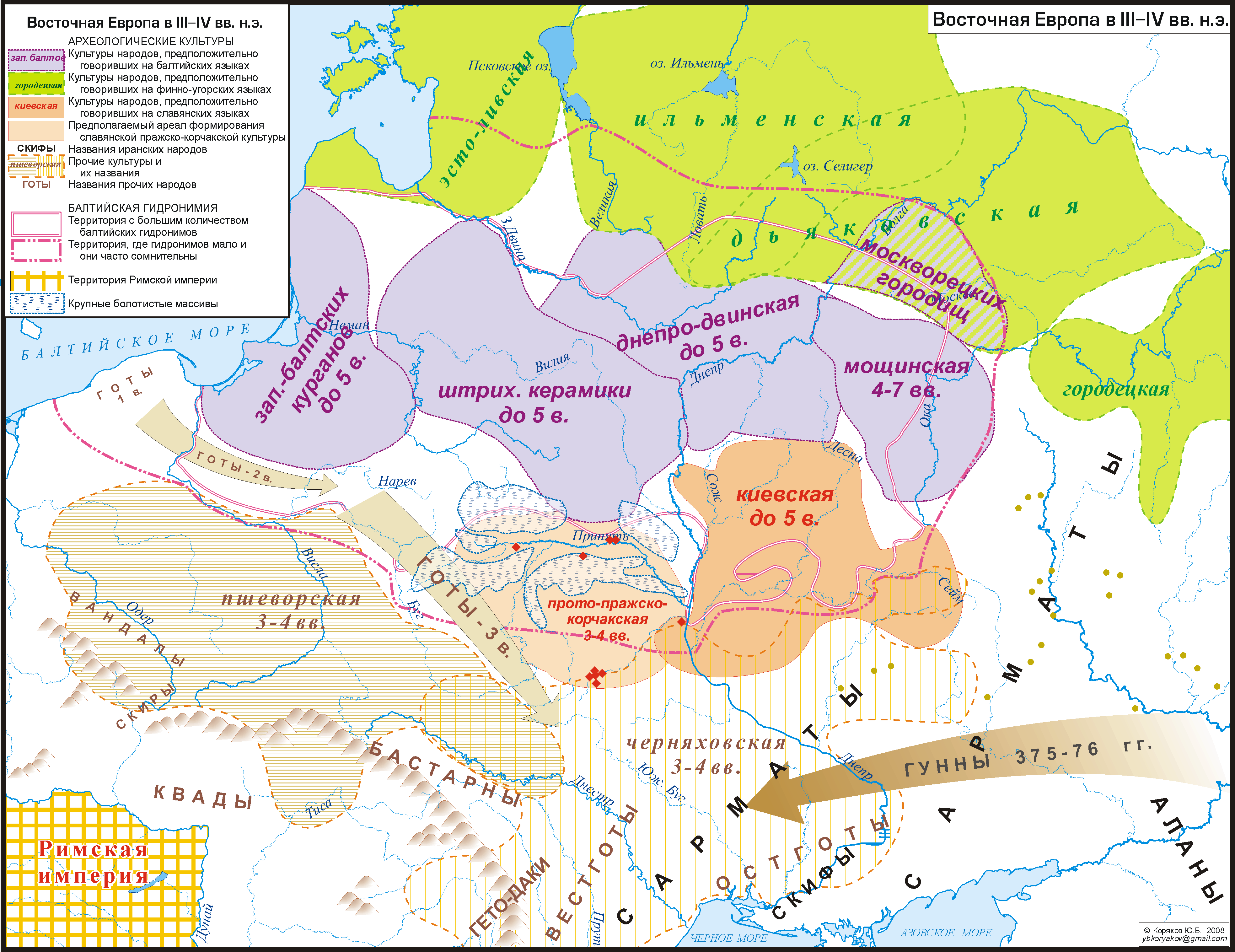
Территория распространения древнебалтских гидронимов

Приблизительно во II веке н. э. верховья Оки заселяют балтийские племена галиндов (Голядь).
Во время проведения археологических раскопок, проведённых в разное время, на местах древних поселений в этих местах были обнаружены следы Мощинской культуры, относящиеся к периоду IV—VIII веков.
Распространение славян (вятичей и кривичей) датируется начиная с IX—X веков. Учитывая неблагоприятные условия для ведения земледелия (леса, болота, неплодородная почва), численность жителей в пределах современных границ Думиничского района, вероятно, не превышала 200—300 человек.
С древнейших времен здесь проходил водный путь Волга-Днепр (Болво-Жиздринский волок), что и обусловило наличие поселений раннего средневековья. Завоевание вятичей Киевской Русью завершилось в XII веке. Его отголоском стала легенда о Соловье Разбойнике, жившем в Брынских лесах и побежденном Ильёй Муромцем.
Активное заселение территории нынешнего Думиничского района началось во 2 пол. XIII века, после монгольского нашествия. Когда центр Черниговского княжества был перенесен в Брянск (1246 г.), из Брянска и Карачева были проложены лесные дороги на Мосальск, Мещовск, Воротынск. Вдоль дорог у их пересечения с реками возникли первые деревни. Найдено несколько могильных курганов — захоронения XIII века. Вероятно, переселение в эти места шло с северо-востока (со стороны Козельска) вверх по течению Жиздры, и со стороны Мещовска до р. Брынь и вниз по её течению.

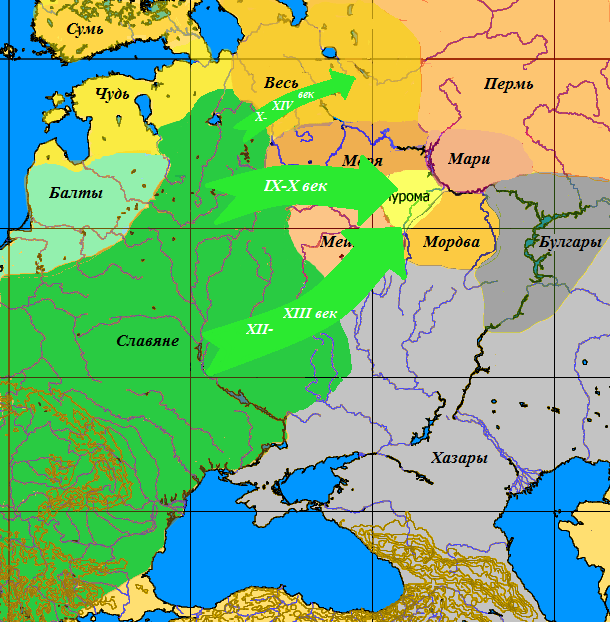
Славянское расселение на северо-восток в 11—13 вв.

Старейшие населённые пункты, упоминаемые в 1-й пол. XV веке — села Усты, Дубровка, Которь. Маклаки, Боброво, Чернышено, Куклино, Вертное, Буда основаны в нач. XVI века, Хотьково, Каменка, Поляна, Гульцово — в сер. XVI века, Зимницы в 1612 году. После польского нашествия 1617—1618 образовалась деревня Палики, в период церковного раскола в 3-й четверти XVII века — Хотисино, Толстошеево, приблизительно в то же время — Думиничи. В XYII веке упоминаются Клинцы, Сяглово, Воймирово, Дяглево, Сухой Сот, Хлуднево, Баранково, Каменка. Ясенок (Есенок) основан в 1755—1756 годах, когда был построен Есенокский железоделательный завод Демидова.
С начала XII века бассейн реки Жиздра входил в состав Черниговского княжества, с 1246 года — в состав Карачевского княжества, которое к середине XIV века распалось на несколько частей (Верховские княжества). Территория нынешнего Думиничского района вошла в состав Козельского княжества (приблизительно с 1310 г.).
В 1370 году Великий князь литовский Ольгерд отнял у Козельских князей Мезоческ, Сулколвичи (Силковичи), Сухиничи, Дубровку, Устье (Усты), Лабодин, Говдырев, Олешну, Жабынь, Руку, Котер (Которь). На этих землях было образовано зависимое от Литвы Мезецкое (Мещовское) княжество, первым правителем которого был Всеволод Юрьевич Орехва из рода Тарусских князей, а затем его сыновья Андрей Шутиха и Дмитрий. Таким образом, в конце XIV века населённые пункты к северу от реках Жиздра и Которянка принадлежали Мезецким (Мещовским) князьям, территория нынешних Чернышенского, Хотьковского, Вертненского сельсоветов входила в состав Козельского княжества, захваченного Литвой.
С 1408 по 1445 год Козельские земли принадлежали серпуховским князьям, затем снова отошли к Литве. В результате Пограничной войны (1487—1494) Козельское княжество было разделено: сам Козельск отошёл к Москве, южная часть осталась в составе ВКЛ. В 1500 году русские войска заняли Брянск. Русско-литовский мирный договор 1503 года закрепил переход этих земель к России.
В 1504 году царь Иван III выменял у Мезецких князей их вотчину на другие земли, и вся нынешняя территория Думиничского района вошла в состав Великого княжества Московского.

### XVI—XVII века
До 2-й пол. XVIII веа села и деревни к северу от рек Жиздра и Бобровка (Зимницы, Маклаки, Которь, Брынь) относились к Мещовскому уезду (Сухиницкий стан), вся остальная территория — к Козельскому (владельческие деревни — Луганский стан, дворцовые села и деревни (с 1620-х гг.) — Дудинская дворцовая волость). В 1505—1521 Мещовский уезд входил в удел князя Дмитрия Ивановича Жилки, 4-го сына Ивана III. Василий III завещал Мещовский уезд сыну Юрию (1532—1563), с 1572 он входил в удел старшего сына Ивана Грозного, царевича Ивана, убитого отцом в 1581 году. Козельский уезд в 1505—1518 входил в удел Семёна Ивановича (князя калужского), с 1565 по 1584 в опричнину.
1507 год — первый набег крымских татар на Козельск. В середине XVI веке для защиты от набегов крымских татар была построена Козельская засечная черта, западная часть которой проходила к югу от линии Хотьково — Речица — Дубровка — Усты (Сенецкая засека, от названия реки Сенеть, вдоль которой было её начало).
1606—1607 — крестьянское восстание Болотникова. В 1610—1613 и 1617—1618 годах территория района была оккупирована польскими войсками. С 1618 по 1634 к Польше отходил Серпейский уезд, в составе которого была небольшая часть территории нынешнего района, где сейчас деревня Ряплово. В 1634 польско-литовские войска совершали набеги на Мещовск и село Сухиничи (одно из сражений произошло у деревни Поляна). С февраля по июнь 1634 года Козельский уезд — центр восстания «гулящих людей» под руководством Анисима Чернопруда.
Первые из известных землевладельцев на территории района — это, умерший в 1634 году, мещовский воевода Аристарх Андреевич Яковлев (Сухой Сот), Даниил Моисеевич Яблочков, Зиновий Григорьевич Яковлев (д. Клинская (Клинцы), упоминается в 1610—1644), его дальний родственник Семен Дементьевич Яковлев (ум. в 1632), пожалованный в 1622 деревнями Маклаково (Маклаки) и Полянная (Поляна), Семен Федорович Глебов (д. Хотьково), Гаврил Денисович Яковлев, пожалованный в 1645 вотчинами бездетного Зиновия Яковлева.
В середине XVII века земли восточной и южной част нынешнего Думиничского района, относившиеся к Козельскому уезду, находились в царском владении (кроме деревень Хотьково и Клинцы). В северо-западной части, относившейся к Мещовскому уезду, крупнейшими землевладельцами были царский тесть боярин Илья Данилович Милославский и стольники братья Кирилл и Роман Аристарховичи Яковлевы. После смерти Милославского (1668) и его вдовы Аксиньи Ивановны (1671) их поместья перешли к Обуховым (стольники Василий и Алексей), и Яблочковым. С.Зимницы и деревни Каменка, Слободка, Буда-Монастырская, Высокое, Выдровка, Пустынка числились за основанным в 1651 
Дорогошанским Троицким монастырем (до 1764). Граница между уездами проходила приблизительно по линии нынешней трассы М3 «Украина».
В 1674 на территории района числилось 6 сел (нас. пунктов, в которых была церковь): в Козельском уезде — Усты, Боброво, Чернышено, Дубровка; в Мещовском уезде — Которь и монастырское село Зимницы (и полсела Куклино). На каждый крестьянский двор, по данным Ключевского, приходилось 4—5 десятин земли в трех полях (озимые, яровые, пар), 3—4 улья пчел, 2—3 лошади с жеребятами, 1—3 коровы с подтелками, 3—6 овец, 3—4 свиньи.

### XVIII — начало XX века

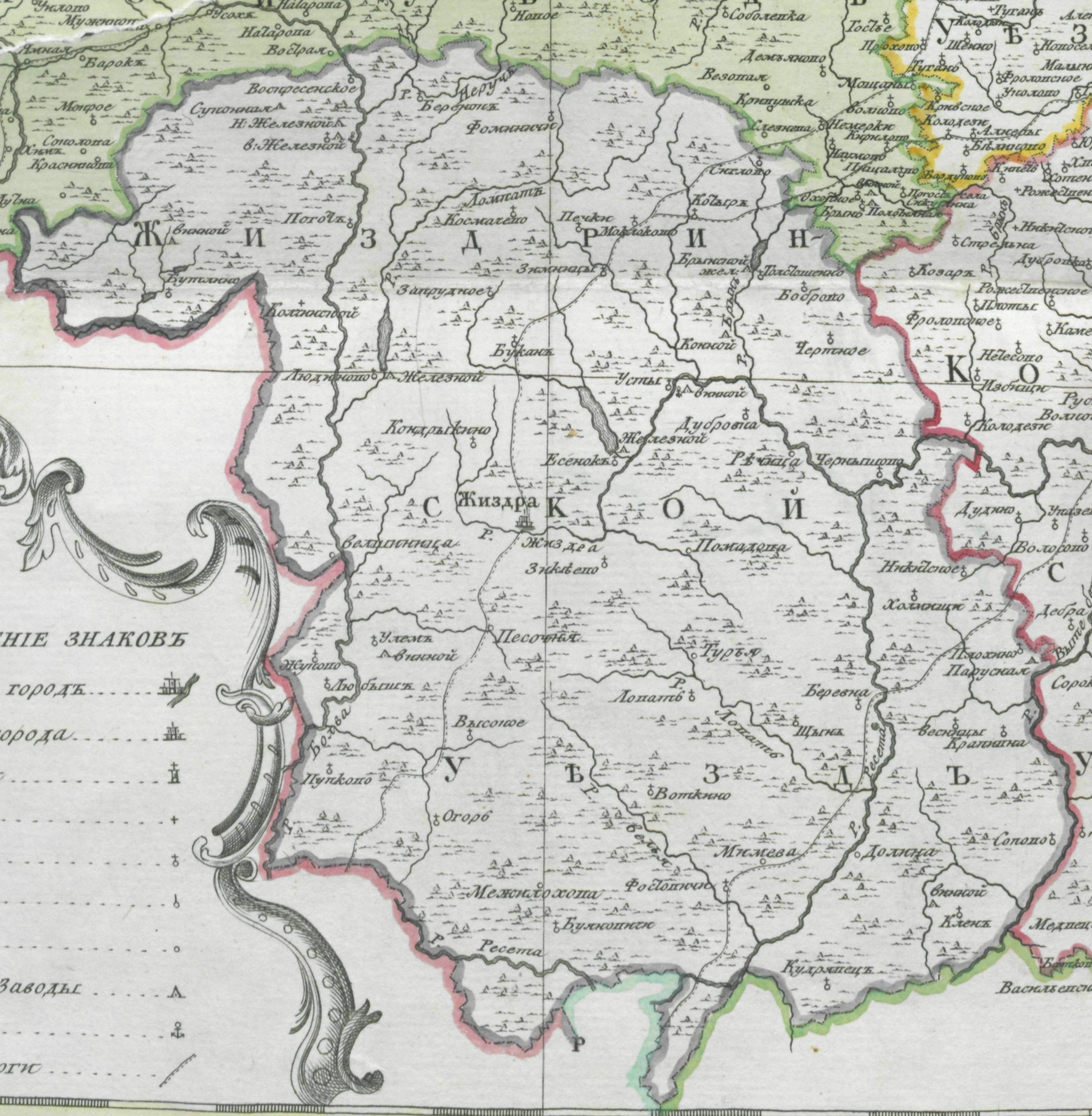
Карта Жиздринского уезда конца 18 в.

В начале XVIII века царь раздал дворянам казённые земли Козельского уезда. Центральная часть дворцовой Дудинской волости в 1703 году пожалована (за взятие Шлиссельбурга) генералу Михаилу Михайловичу Голицыну, в том числе лесные угодья вдоль реки Коща. Южную часть в 1704 году получил в вотчину думный дьяк Автамон Иванов (вскоре после его смерти в 1709 году эти владения возвращены в казну).
В 1721—1735 сёлами Чернышено, Усты, Дубровка, Боброво, деревнями Буда, Думиничи, Речица, Усадьба, Палики владел граф Яков Брюс, ближайший сподвижник Петра I. После его смерти и по 1815 эти поместья были в собственности его наследников. Земли к северу от реки Жиздра приобрёл промышленник Н. Н. Демидов, построивший в 1726 Брынский и в 1757 Есенковский (Ясенокский) металлургические заводы. Также в числе первых промышленных предприятий, построенных в XVIII веке — парусиново-полотняная мануфактура (с. Толстошеево) и три винокуренных завода — в селе Усты (два) и в сельце Климово (Притычено). В 1791 построен Хотьковский (Сенетско-Ивановский) чугунолитейный завод.
Крупнейшим после Брюсов землевладельцем на территории нынешнего Думиничского района был Дорогошанский Троицкий монастырь (с. Зимницы). До его ликвидации в 1764 году в его собственности находилась вся территория современных сельских поселений Новослободск и Высокое (кроме деревни Ясенок).
С 1719 — в составе Калужской провинции (Козельский и Мещовский уезды).
В 1777 году из частей Козельского, Мещовского и Брянского уездов был создан Жиздринский уезд Калужского наместничества (с 1796 — Калужская губерния). В его состав вошла вся территория нынешнего Думиничского района.
Крупнейшие землевладельцы по данным за 1782 год (указано кол-во десятин, 1 десятина = 1,0925 га, вся площадь района — 107,5 тыс. десятин):
- граф Яков Александрович Брюс — 32386 в бесспорном владении и 2655 в спорах
- Алексей Никитич Демидов — 11457 (Брынь, Хотисено, Ясенок)
- Экономическое ведомство (казённые земли) — 10507 в бесспорном владении и 5514 в спорах (Зимницы с деревнями)
- князь Николай Никитич Львов — более 5000 (Маклаки, Поляна)
- казённая Жиздринская засека, ведомственная тульской оружейной канцелярии — около 4000 (леса вдоль реки Сенеть и к югу от неё)
- князь Петр Федорович Тюфякин — 3862 (Хотьково)
- князь Николай Михайлович Голицын — более 2000 (вдоль сев.-вост. границы уезда)
- Дмитрий Петрович Домогацкий — 1380 (Сухой Сот).

Население составляло 10 тысяч человек.
В 1778—1790 были размежеваны и выделены для переселения крестьян бывшего Дорогошанского монастыря лесные дачи между реками Жиздра, Ясенок и Песочня — пустошь Хотеновичи. Там образовались деревни Пыренка, Пузановка, Широковка, Кожановка.
В XIX веке жители занимались в основном добычей железной руды для плавильных заводов, заготовкой и переработкой леса. Сельское хозяйство давало мало дохода из-за низкого плодородия почв, урожайность ржи и пшеницы составляла сам-три (6—7 ц/га), овса сам-четыре (8 ц/га). Картофель начал возделываться с 1844—1845 годов (сначала — в помещичьих усадьбах). В середине XIX веке на крестьянский двор приходилось 2 лошади, 2 головы рогатого скота, 4 овцы и 5 свиней, 3—4 десятины обрабатываемой земли.
Крупнейшие землевладельцы на территории района в 1830-е годы:
- Екатерина Алексеевна Рябинина — Брынь, Семичастное, Хотисино, Плоцкое
- Иван Акимович Мальцов — Усты, Маклаки
- князья Львовы — Маклаки
- Калиста Александровна Засыпкина — Хотьково
- Иван Александрович Бек — Вертное и Боброво
- Иван Никитич Скобелев — Чернышено и Буда
- Алексей Гаврилович Королев — Речица

Начиная с 1820-х годов юго-западная часть района входила в Мальцовский промышленный округ, население добывало железную руду и выжигало древесный уголь для заводов Ивана Акимовича Мальцова (1774—1853) и его сына С. И. Мальцова. Железную руду (бурый железняк) добывали вблизи селений Которь, Пустынка, Усты, Каменка, Казанка, Маклаки, Зимницы, Слободка, Выдровка, Буда, Брынь, Чернышено. По данным 1868 года добывали каменный уголь в Буде Мальцевской (55 тыс. пудов) и Славинке (29 тыс. пудов).
В 1861 году работали промышленные предприятия:
- Брынь — суконная фабрика Рябининой
- Хотьково — чугунолитейный завод Кавериных
- Чернышено — стеклянный и сыроваренный заводы Скобелева
- Брынский хутор — винокуренный завод Рябининой
- Усты — винокуренный завод Мальцова
- Вёртное — пилорама Русановой
- Речица — сырный завод Карышева
- Клинцы — конезавод Никитина

Сев. часть Жиздринского уезда. 1912

В результате реформы 1861 года в Жиздринском уезде, в числе прочих, были образованы Будская, Брынская, Вертненская, Зимницкая, Которская, Маклаковская и Чернышенская волости, территория которых и составляет нынешний Думиничский район. Волости приблизительно соответствовали церковным приходам, причем в двух волостях было по два прихода: в Будской — Устовский и Дубровский, в Вертненской — Вертненский и Бобровский. Выкуп крестьянами у помещиков своих земельных наделов в основном завершился к 1882 году.
В 1878 году Товариществом Мальцовских заводов построена железная дорога Людиново — ст. Шахта (в 3 км от с. Усты). По этой узкоколейке ходили грузопассажирские поезда. Позже она была продлена до ст. Палики. Эта дорога работала ещё в 1930-е годы.
В 1897—1899 построена железная дорога Брянск-Москва. Одной из её станций стала станция Думиничи.
Крупнейшие землевладельцы по состоянию на 1909 год (из памятной книжки Калужской губернии за 1910 год). По алфавиту, указано количество десятин:
- Акционерное общество Мальцовских заводов — ? (в Будской, Которской, Маклаковской волостях, в основном — лесные угодья).
- Барановы Н. Г., А. И., П. Г., С. С. и Ф. Г. — 1339, при с. Вертное и хут. Тимонино.
- Дмитриев Н. В. — 1492, при с-це Речицах.
- Евстратовы А. А. и Ф. А. — 1628, при с. Думиничах Будской вол.
- Кашкин Н. С. — 1195, при д. Николаевке и Воймировой, Которской вол.
- Лазарев А. А. — 996 при с. Вертное.
- Мельников К. В. — 768 при с. Котори, д. Зимничках и Гремячевой, Которской и Грибовской вол.
- Меньшиковы П. В., Н. И. и И. И. — 1043 при с-це Сусеях, р. Рессете, д. Буде, Марьиной, Усадьбе, Поликах и Мойлове.
- Никитин К. Н. — 1365 при с-це Клинцах Чернышенской вол.
- Смоляков С. И. — 1038 в пустоши Вильной и при с. Боброве, Вертненской вол.
- Т-во Циплаковых и Лабунского — 2258, при с. Вёртном и Боброве, Вёртненской вол.
- Толстые А. С. и Е.В — 3287 при с. Брыни, д. Сорочке, Рукаве, Плоская и Поляках, Брынской вол.
- Челищев Ф. С. — 2252 при с. Дубровке, Будской вол.
- Шлиппе Р. И. − 3508 при с. Чернышено.

В 1914 насчитывалось 25 населённых пунктов с населением более 500 человек: Брынь (Толстошеево) (2412), Думиничи (2244), Вертное (1767), Хотьково (1670), Зимницы (Драгошань) (1605), Маклаки (1560), Каменка (1560), Чернышено (1267), Речица (1122), Слободка (1123), Буда-Монастырская (1050), Думиничи (1024), Палики (1003), Буда (999), Высокое (979), Дубровка (970), Усты (951), Полянное (911), Боброво (826), Ясенок (802), Семичастное (751), Хлуднево (717), Пузановка (624), Пыренка (537), Клинцы (538).
В 1914 на территории нынешнего района работали предприятия:
- Думиничский чугунолитейный завод Цыплаковых и Лабунского (основан в 1883)
- Хотьковский чугунолитейный завод акционерного общества Мальцовских заводов (основан в 1791)
- Гончарный завод наследников И. Р. Лабунского в д. Марьина Будской волости
- Фанерная фабрика Розалии Ив. Шлиппе в с. Чернышено (основана в 1910)
- Завод огнеупорного кирпича В. Д. Коссаковского в д. Речица (основан в 1894)
- Маслодельный завод в с. Которь (с ок. 1901 г.).

Также работали рудники по добыче бурого железняка для чугунолитейных заводов:
- «Шахта» акц. об-ва Мальцовских заводов, 235 рабочих, выработка 1 млн. 300 тыс. пудов.
- Брынские рудники Н. В. Толстой, 400 рабочих, 700 тыс. пудов.
- Никитский рудник т-ва Цыплаковых и Лабунского, 330 тыс. пудов.

В 1918 Чернышенская волость была упразднена и созданы Хотьковская и Дубровская волости; из частей Зимницкой и Будской волостей была образована Шахтинская волость с центром в селе Усты.
С 1 апреля 1920 года Жиздринский уезд в полном составе вошёл в состав Брянской губернии. В 1924 году началось укрупнение волостей, в результате чего на территории нынешнего Думиничского района их осталось четыре — Будская, Которская, Маклаковская и Брынская. В 1927 Будская и Брынская волости были объединены в Думиничскую волость, с центром в пос. Думиничский Завод. Которская волость в том же году вошла в состав укрупнённой Маклаковской волости.

### Основание района
Думиничский район был образован Постановлением ЦИК СССР «О составе округов и районов Западной области и их центрах» от 17 июня 1929 года, на территориальной основе Думиничской волости с присоединением восточной части укрупнённой Маклаковской волости (бывшие Которская, Маклаковская и Зимницкая волости) и частичным изменением границ. Площадь составляла 1150 км², население — 38 тыс. человек. Первоначально район входил в Сухиничский округ Западной области (в августе 1930 округа были упразднены), с 27.09.1937 — в Смоленскую область, а с 5 июля 1944 года он вошёл в состав вновь образованной Калужской области.
Районным центром является поселок Думиничи. Первоначально он носил название Думиничский Завод, будучи построен в 1881 году в двух верстах от деревни Думиничи. Рядом с заводом стали возводиться жилые дома для рабочих. До 1917 года завод принадлежал «Товариществу Цыплаковых и Лабунского». В 1918 году в числе крупных частных предприятий Думиничский чугуноплавильный, литейный и эмалировочный завод был национализирован. С 1922 по 1944 год он носил название «Революционер».
В декабре 1929 года в районе образованы первые колхозы. 2 февраля 1930 года бюро Западного обкома ВКП(б) приняло постановление «О ликвидации кулачества как класса в районах сплошной коллективизации». Сухиничский округ получил «задание» выселить 500 семей. Таким образом, на «долю» Думиничского района пришлось около 70 раскулаченных и выселенных семей. Приблизительно столько же было раскулачено без выселения. К 1 марта 1930 года Западная область отрапортовала о коллективизации 38,8 % всех бедняцких, середняцких и кулацких хозяйств. Вторая волна выселений пришлась на весну 1931 года.
В годы первой пятилетки (1929—1933) были полностью реконструированы Думиничский и Хотьковский чугунолитейные заводы, Речицко-Марьинский завод огнеупорного кирпича, Чернышенская фанерная фабрика (завод им. Воровского). Построен Паликский кирпичный завод. В 1931 на ст. Думиничи переведен леспромхоз, работавший с 1927 в Паликах, при нём организован лесозавод. По данным за март 1936 года по числу рабочих и служащих (5095 человек) Думиничский район был на 20-м месте среди 125 районов Западной области.
В результате коллективизации сельского хозяйства образовано 108 колхозов. Также в пос. Колпино (недалеко от д. Речица) был животноводческий совхоз. В 1935—1936 начали работать Дубровская и Брынская МТС.
В 1931—1932 на заводе «Революционер» налажен выпуск эмалированной аппаратуры для химической промышленности, ранее ввозившейся из-за границы.
В 1933 по территории района прошла железная дорога Сухиничи-Фаянсовая, построены станции Воймирово и Пробуждение.
В 1933—1934 из-за засухи был сильный голод (отголосок «Голодомора» в Поволжье и на Украине).
В 1937—1938 репрессировано более 400 человек, почти половина из них расстреляна.
В 1938—1939 построены 1-я и 2-я Паликские угольные шахты мощностью 70 тыс. тонн в год.
В 1937 при разделе Западной области Андреево-Паликовский сельсовет передан Людиновскому району Орловской области.

### Великая Отечественная война
В период Великой Отечественной войны Думиничская земля стала местом активных боевых действий, на её территории действовал партизанский отряд «За Родину».
В сентябре 1941 были построены оборонительные рубежи Речица — Дубровка — Усты — Палики — Жеребовка и Чернышино — Хотьково — Клинцы — р. Ресета. Но немецкие войска обошли их с севера, со стороны Ряплова. Район дважды был оккупирован немцами: первый раз 5 октября 1941, освобожден 4—8 января 1942. Вновь занят фашистами: центральная и северная часть 17-21 января 1942 (кроме села Которь и деревень Гульцово, Сяглово, Роженск, Ряплово), южная часть — Хотьково 7 февраля, Чернышено 24 февраля.
Бои за освобождение района с новой силой начались 5 марта 1942 года. В период с 29 марта по 4 апреля освобождены Думиничи, Вертное, Брынь, Маклаки, Зимницы. В июле освобождена Буда-Монастырская.
Август 1942 — немецкая операция «Вирбельвинд». Фашисты снова заняли деревню Клинцы.
В октябре 1942 все население освобожденных сел и деревень было эвакуировано в Сухиничский, Козельский районы, Тульскую и Рязанскую области (до весны следующего года).
С 22 февраля по 15 марта 1943 — Жиздринская операция. Освобождены Высокое, Пыренка, Пузановка, Кожановка.
Юго-западная часть Думиничского района была освобождена только через несколько месяцев — с 12 по 26 июля (с. Ясенок — 15 августа) 1943 г.
За время оккупации и в результате боёв полностью уничтожены 64 населённых пункта, разрушено и сожжено 6293 жилых дома, в том числе в районном центре — 345 домов из 348. Рядом с деревней Пыренка гитлеровцами был обустроен концентрационный лагерь для военнопленных, в котором погибло большое число пленных бойцов и командиров Красной армии.
В октябре 1943 население района составляло 6455 человек, число домохозяйств — 16,6 % к довоенному. До 1948 года районный центр располагался в селе Брынь.
Во время всеобщей мобилизации за период с 25 июня по 28 сентября 1941 на фронт призвано 4000 жителей района, всего в боевых действиях участвовало свыше 6 тысяч думиничан. Установлены имена 2486 погибших и пропавших без вести.
В боях за освобождение Думиничского района получили звание Героя Советского Союза: Афанасьев, Никифор Самсонович, Омелечко, Николай Фёдорович, Паперник, Лазарь Хаимович, Сисейкин, Фёдор Дмитриевич, Хирков, Степан Игнатьевич.
| Герои Советского Союза, принимавшие участие в боях за освобождение Думиничского района: | Герои Советского Союза, принимавшие участие в боях за освобождение Думиничского района: |
| Ф. И. О.                                                                                | должность (звание)                                                                      |
| --------------------------------------------------------------------------------------- | --------------------------------------------------------------------------------------- |
| Альбер, Марсель                                                                         | летчик эскадрильи Нормандия-Неман                                                       |
| Баграмян Иван Христофорович                                                             | командующий 11-й гв. армией                                                             |
| Баранов Виктор Кириллович                                                               | командир 5-й Ставропольской им. Блинова кавалерийской дивизии                           |
| Белов Павел Алексеевич                                                                  | командир 1-го гв. кавалерийского корпуса                                                |
| Богданов Семен Ильич                                                                    | командир 9-го танкового корпуса                                                         |
| Борейко Аркадий Александрович                                                           | командир 324 сд                                                                         |
| Бутков, Василий Васильевич                                                              | командир 1-го танкового корпуса                                                         |
| Волков, Михаил Евдокимович                                                              | командир 1101 сп 325 сд                                                                 |
| Волков, Николай Терентьевич                                                             | командир роты                                                                           |
| Герман, Григорий Иванович                                                               | лётчик — истребитель                                                                    |
| Гудзь, Порфирий Мартынович,                                                             | командир 328 сд                                                                         |
| Грачёв, Анатолий Александрович                                                          | лётчик — истребитель                                                                    |
| Ермолаев, Феогент Филиппович                                                            | зам. командира минометной батареи                                                       |
| Жуков, Георгий Константинович                                                           | (командующий Западным фронтом в 1941—1942)                                              |
| Ионосьян, Владимир Абрамович                                                            | красноармеец (1941)                                                                     |
| Казаков Василий Иванович                                                                | начальник артиллерии 16 армии                                                           |
| Карпенко, Николай Григорьевич                                                           | красноармеец (1941—1942), танкист                                                       |
| Кирюхин Николай Иванович                                                                | командир 324 сд                                                                         |
| Королёв, Виталий Иванович                                                               | лётчик — истребитель                                                                    |
| Коломоец, Василий Николаевич                                                            | лётчик — истребитель                                                                    |
| Копцов, Василий Алексеевич                                                              | командир 15 тк                                                                          |
| Косолапов, Филипп Макарович                                                             | лётчик — истребитель                                                                    |
| Костенко, Антон Николаевич                                                              | командир роты                                                                           |
| Кравченко, Иван Яковлевич                                                               | командир 324 сд                                                                         |
| Кузнецов Константин Гаврилович                                                          | командир 1105 сп                                                                        |
| Кустов, Фёдор Михайлович                                                                | зам. командира 1312 сп 17-й сд                                                          |
| Лазаренко Иван Сидорович                                                                | зам. командира 413 сд                                                                   |
| Лапшов, Афанасий Васильевич                                                             | командир 16 гв.ск                                                                       |
| Майоров, Александр Иванович                                                             | лётчик — истребитель                                                                    |
| Марьяновский Моисей Фроимович                                                           | командир роты, танкист                                                                  |
| Масонов Николай Павлович                                                                | командир 217 сд                                                                         |
| Онуприенко, Дмитрий Платонович                                                          | командующий 33 армией                                                                   |
| Патраков, Александр Федорович                                                           | командир сапёрного взвода                                                               |
| Попов, Василий Степанович                                                               | командующий 10-й армией                                                                 |
| Путилин, Василий Сергеевич                                                              | красноармеец 322 сд, связист                                                            |
| Кустов, Фёдор Михайлович                                                                | зам. командира 1312 сп 17-й сд                                                          |
| Толмачёв, Михаил Иванович                                                               | красноармеец, пулеметчик                                                                |
| Сиабандов, Саманд Алиевич                                                               | политработник                                                                           |
| Сивков, Григорий Флегонтович                                                            | лётчик                                                                                  |
| Соколовский Василий Данилович                                                           | командующий Западным фронтом                                                            |
| Спириденко, Николай Кузьмич                                                             | лётчик — истребитель                                                                    |
| Хлуд, Борис Алексеевич                                                                  | лётчик — истребитель                                                                    |
| Чередниченко, Иван Антонович                                                            | политработник                                                                           |
| Шевцов Иван Андреевич                                                                   | командир роты, танкист                                                                  |
| Шевченко, Иван Григорьевич                                                              | командир орудия                                                                         |
| Шинкаренко, Федор Иванович                                                              | лётчик — истребитель                                                                    |
| Юрченко Петр Фомич                                                                      | командир батальона, танкист                                                             |

Оборонительные бои на рубеже ст. Пробуждение — Маклаки вела 5 октября 1941 года 173-я стрелковая дивизия 33 армии.
Бои за освобождение Думиничского района вели 10-я (январь-февраль 1942), 16-я (январь 1942-апрель 1943), 11-я гвардейская (реорганизованная из 16-й) и 50-я (апрель-август 1943) армии Западного фронта.

### Новейшая история
Когда в конце июля 1943 район был полностью освобожден, оказалось, что на 28 колхозов приходилось всего 25 лошадей и 125 голов крупного рогатого скота.
На 1 января 1944 население района не превышало 8 тыс. человек (численность парторганизации — 77 членов и 38 кандидатов в члены ВКП(б)). Затем постепенно жители стали возвращаться — из эвакуации, из немецких лагерей, с фронта. Жили в землянках и блиндажах. Из предприятий работали леспромхоз (вёл отгрузку леса и дров со ст. Думиничи и Пробуждение), промкомбинат, хлебокомбинат.
Областная газета «Знамя» в номере от 19 апреля 1945 сообщает: «В Думиничском районе в новые 2508 домов из землянок и лачуг переселились 13 982 человека». (Возможно, эти данные сильно завышены).
В 1943—1946 восстановлено 103 колхоза (из 108 существовавших до войны), 78 животноводческих ферм.
В 1947 вновь начали работать заводы — Думиничский и Хотьковский чугунолитейные, Паликский и Марьинский кирпичные, Воймировский каменный карьер (c 1945), Чернышенский леспромхоз. В феврале 1951 образована строительная организация СМУ-6 (с 1972 — ПМК-149), с её созданием началось возрождение посёлка Думиничи.
После выхода постановления ЦК ВКП(б) от 30 мая 1950 года «Об укрупнении мелких колхозов и задачах партийных организаций в этом деле» началась реорганизация коллективных хозяйств в виде их объединения. В результате выполнения решений сентябрьского (1953) пленума ЦК КПСС изменилась специализация колхозов и совхозов района, преобладающим стало животноводческое направление. За 5 лет, к 1958, поголовье коров в общественном секторе выросло в 2,4 раза.
В соответствии с Указом Президиума ВС РСФСР «Об объединении сельских Советов Калужской области» от 14.06.1954 в состав Думиничского района был передан Ясенковский сельсовет Жиздринского района (деревни Ясенок и Жеребовка).
В результате объединения мелких колхозов в 1954 образованы совхозы «Красный октябрь», «Маклаковский» и «Зимницкий» (последние два в 1956 объединились, в 1968 снова разделились на «Восход» и «Зимницкий»).
В 1955 построена высоковольтная ЛЭП Сухиничи — комбинат «Вымпел» (п. Новый), что позволило значительно ускорить электрификацию района (полностью она завершилась к 1971 году). Пос. Думиничи подключен к высоковольтной ЛЭП в конце 1958 года.
В 1956 открыт Хлудневский каменный карьер.
В 1956 построен молочный завод, в 1960 — мясокомбинат, в 1963 — Слободо-Которецкий фосфоритный рудник.
В 1959 на базе транспортного цеха ДЧЛЗ образовано автопредприятие.
В сентябре 1959 прошло очередное укрупнение колхозов — из 18 их осталось 12.
1 февраля 1963 года район был упразднен, посёлок Думиничи вошёл в Сухиничский промышленный район, сельсоветы — в Жиздринский сельский район. Восстановлен в 30 декабря 1966 года в прежних границах.
в 1968 на базе закрытого фосфоритного рудника открыт Слободо-Которецкий машиностроительный завод, рядом вырос крупный поселок Новослободск. СКМЗ стал (на 25 лет) одним из крупнейших промышленных предприятий района, на нём работало 700 человек.
В 1969 в результате объединения и реорганизации колхозов созданы совхозы «Паликовский», «Ветрненский», «Воймировский». До этого, в 1965, образованы совхозы «Брынский» и «Рыбный». Также сельское хозяйство было представлено колхозами «Дружба» (д. Думиничи), «Новый путь» (Чернышено), имени Ленина (Гульцово, с 1968), «Мир» (Сяглово), «Заветы Ленина» (Маслово), «Ленинское знамя» (Хотьково). В 1976 организован откормпункт, позднее реорганизованный в совхоз «Думиничский» (Александровка и Речица).
В 1976 через территорию района прошла автотрасса Москва — Киев.
В 1990-е годы ликвидированы Хлудневский каменный карьер, Новослободский машзавод, строительные организации ПМК-149, МПМК (Фирма «Подряд»), ПМК-12.
В 2000 обанкротилось первое с/х предприятие СПК «Паликовский». Следом (с 2003 по 2006) прекратили своё существование СПК «Луч» (бывший совхоз «Думиничский»), СПК «Маклаковский», СПК «Зимницкий». В начале 2007 на базе трех СПК (Брынский, им. Ленина и Масловский) образована агрофирма «Лугано», которая проработала 3 года, а затем прекратила свою деятельность. В 2009 обанкрочена АПФ «Думиничи» (бывший колхоз «Дружба»).
Новые предприятия: ООО «Цветной колодец» по розливу воды (с. Хотьково) — образовано в январе 2001, агрофирма «Хотьково» действует с 2001 года, в 2006 к ней присоединен СПК «Чернышенский», ООО «Славянский картофель» (2006), агрофирма «Кадви» создана в марте 2007 на базе ОАО «Вёртненское».
В 2006—2008 построен Хлудневский щебеночный завод (первую продукцию выпустил в январе 2009). В январе 2007 образована строительная организация «Думиничи Газстрой». В августе 2011 года в селе Маклаки начато строительство цементного завода (ООО «Калужский цементный завод») производительностью 3,5 млн тонн цемента в год.

## Население
| 1931    | 1939    | 1959    | 1970    | 1979    | 1989    | 2002    | 2009    |
| ------- | ------- | ------- | ------- | ------- | ------- | ------- | ------- |
| 47 456  | ↘39 079 | ↘26 878 | ↘24 459 | ↘20 609 | ↘17 355 | ↘16 264 | ↘15 077 |
| 2010    | 2011    | 2012    | 2013    | 2014    | 2015    | 2016    | 2017    |
| ↗15 261 | ↘15 186 | ↘14 984 | ↘14 757 | ↘14 680 | ↘14 540 | ↘14 265 | ↘14 163 |
| 2018    | 2019    | 2020    | 2021    |         |         |         |         |
| ↘14 083 | ↘13 881 | ↘13 823 | ↘13 499 |         |         |         |         |

По переписи 1939 года население района составляло 39 079 человек, в октябре 1943 года — 6455 (по данным справочника «Административно-территориальное деление Смоленской области»).
Согласно переписи 1959 года: мужчин — 11783, женщин — 15095, всего — 26878, в том числе городского (п. Думиничи) — 6743.
Население района увеличивалось до середины 1960-х, затем стало уменьшаться.
На 15 января 1970 (перепись) 10987 мужчин и 13472 женщины, всего — 24459 человек. В том числе п. Думиничи — 7734. В 1970-е годы население составляло приблизительно 28 тыс. человек.
Население района на начало 2008 года — 15,2 тыс. человек, в том числе в райцентре (п. Думиничи) 7,4 тыс. Рождаемость в 2007 году составила 9,3 на тысячу человек, смертность − 19,7. Пенсионеров по старости — 3400 человек.
По переписи 2010 года в районе 15261 житель, в том числе мужчин 7122, женщин 8159. Городская местность — 6326 (2864 м + 3462 ж), сельская местность 8935 (4238 м и 4597 ж.).

### Урбанизация
В городских условиях (пгт Думиничи) проживают 39,83 % населения района.

### Национальный состав
По итогам переписи населения 2020 года проживали следующие национальности (национальности менее 0,1 % и другое, см. в сноске к строке «Другие»):
| Национальность | Численность, чел. | Доля     |
| -------------- | ----------------- | -------- |
| Русские        | 12 646            | 93,68 %  |
| Таджики        | 147               | 1,09 %   |
| Украинцы       | 82                | 0,61 %   |
| Молдаване      | 80                | 0,59 %   |
| Армяне         | 68                | 0,50 %   |
| Даргинцы       | 52                | 0,39 %   |
| Узбеки         | 49                | 0,36 %   |
| Татары         | 44                | 0,33 %   |
| Грузины        | 43                | 0,32 %   |
| Азербайджанцы  | 20                | 0,15 %   |
| Киргизы        | 18                | 0,13 %   |
| Другие         | 250               | 1,85 %   |
| Итого          | 13 499            | 100,00 % |

## Административное деление
Думиничский район как административно-территориальная единица включает 14 административно-территориальных единиц: 1 посёлок (пгт), 7 сёл и 6 деревень, как муниципальное образование со статусом муниципального района — 14 муниципальных образований, в том числе 1 городское и 13 сельских поселений.
| №        | Муниципальное образование | Административный центр   | Количество населённых пунктов | Население (чел.) | Площадь (км²) |
| -------- | ------------------------- | ------------------------ | ----------------------------- | ---------------- | ------------- |
| 1e-06    | Городское поселение:      |                          |                               |                  |               |
| 1        | Посёлок Думиничи          | рабочий посёлок Думиничи | 2                             | ↘6347            | 4,87          |
| 1.000002 | Сельские поселения:       |                          |                               |                  |               |
| 2        | Деревня Буда              | деревня Буда             | 9                             | ↘1229            | 6,92          |
| 3        | Деревня Верхнее Гульцово  | деревня Верхнее Гульцово | 9                             | ↘360             | 3,43          |
| 4        | Деревня Высокое           | деревня Высокое          | 7                             | ↗376             | 10,00         |
| 5        | Деревня Дубровка          | деревня Дубровка         | 5                             | ↘220             | 2,80          |
| 6        | Деревня Думиничи          | деревня Думиничи         | 4                             | ↗566             | 2,67          |
| 7        | Деревня Маслово           | деревня Маслово          | 4                             | ↘135             | 1,65          |
| 8        | Село Брынь                | село Брынь               | 9                             | ↘748             | 6,74          |
| 9        | Село Вёртное              | село Вёртное             | 4                             | ↘342             | 2,99          |
| 10       | Село Которь               | село Которь              | 10                            | ↘332             | 4,40          |
| 11       | Село Маклаки              | село Маклаки             | 5                             | ↘277             | 4,77          |
| 12       | Село Новослободск         | село Новослободск        | 4                             | ↗1535            | 4,44          |
| 13       | Село Хотьково             | село Хотьково            | 4                             | ↘322             | 3,21          |
| 14       | Село Чернышено            | село Чернышено           | 2                             | ↘613             | 1,49          |

### История административно-территориальных образований
При образовании района в 1929 году в него входили 32 сельсовета Андреевско-Паликский, Бобровский, Брынский, Будский, Вертенский, Высокский, Гульцевский, Дубровский, Думиничский, Думиничскозаводской (поссовет), Климовский, Клинцовский, Масловский, Зимницкий, Полякский, Пыренский, Речицкий, Семичастненский, Усадебский, Устовский, Хотьковский, Чернышинский, Шахтенский, Ясенокский, Будский (Буда Монастырская), Ермолаевский (Широковка), Зимницкий, Каменский, Которьский, Маклаковский, Полянский, Слободский, Хлудневский.
С 1937 по 1954 на территории Думиничского района было 22 сельсовета: Бобровский, Большевистский (Буда Монастырская), Брынский, Вертненский, Высокский, Гульцовский, Дубровский, Думиничский, Зимницкий, Каменский, Каторский, Маклаковский, Октябрьский (Сяглово), Полякский, Пузановский, Пыренский, Речицкий, Семичастненский, Усадебский, Хлудневский, Хотьковский, Чернышенский.
Указом Президиума ВС РСФСР от 14.06.1954 «Об объединении сельских советов Калужской области» на территории района были образованы 13 сельсоветов. В 1956—1968 существовал объединённый Зимницкий с/с с центром в селе Маклаки. В 1968 на месте Гульцовского (Гульцово, Маслово) и Октябрьского (Сяглово, Роженск) созданы Гульцовский (в новых границах) и Масловский сельсоветы. В 2005 году сельсоветы были преобразованы в одноимённые сельские поселения, кроме Зимницкого сельсовета, преобразованного в СП «Село Новослободск».

## Населённые пункты
В Думиничском районе 78 населённых пунктов.
| №  | Населённый пункт                     | Тип                     | Население | Муниципальное образование |
| -- | ------------------------------------ | ----------------------- | --------- | ------------------------- |
| 1  | 105 Лесоучасток                      | деревня                 | ↘0        | Деревня Дубровка          |
| 2  | Александровка                        | деревня                 | ↘98       | Село Брынь                |
| 3  | Баранково                            | деревня                 | ↘10       | Село Которь               |
| 4  | Боброво                              | деревня                 | →11       | Село Брынь                |
| 5  | Брынь                                | село                    | ↘758      | Село Брынь                |
| 6  | Буда                                 | деревня                 | ↗174      | Деревня Буда              |
| 7  | Вёртное                              | железнодорожный разъезд | ↘0        | Село Вёртное              |
| 8  | Вёртное                              | село                    | ↘345      | Село Вёртное              |
| 9  | Верхнее Гульцово                     | деревня                 | ↗248      | Деревня Верхнее Гульцово  |
| 10 | Верхнее Сяглово                      | деревня                 | ↗17       | Деревня Верхнее Гульцово  |
| 11 | Воймирово                            | железнодорожная станция | ↘9        | Село Которь               |
| 12 | Воймировский Щебзавод                | деревня                 | ↗19       | Село Которь               |
| 13 | Высокое                              | деревня                 | ↘200      | Деревня Высокое           |
| 14 | Гремячевка                           | деревня                 | ↗7        | Село Которь               |
| 15 | Дикроновка                           | деревня                 | ↘3        | Село Брынь                |
| 16 | Дубровка                             | деревня                 | ↘115      | Деревня Дубровка          |
| 17 | Дубровка                             | деревня                 | ↘4        | Село Которь               |
| 18 | Дубровского Отделения Сельхозтехники | село                    | ↘140      | Деревня Дубровка          |
| 19 | Думиничи                             | рабочий посёлок         | ↘5377     | Посёлок Думиничи          |
| 20 | Думиничи                             | деревня                 | ↘485      | Деревня Думиничи          |
| 21 | Думиничи                             | железнодорожная станция | ↘970      | Посёлок Думиничи          |
| 22 | Дяглево                              | деревня                 | ↘4        | Село Вёртное              |
| 23 | Звитовка                             | деревня                 | ↘2        | Деревня Маслово           |
| 24 | Зимницы                              | село                    | ↘250      | Село Новослободск         |
| 25 | Имени Ленина                         | село                    | ↘2        | Деревня Высокое           |
| 26 | Казаковка                            | деревня                 | ↘0        | Село Вёртное              |
| 27 | Казарма 153 км                       | населённый пункт        | ↘1        | Деревня Верхнее Гульцово  |
| 28 | Каменка                              | деревня                 | ↘10       | Село Новослободск         |
| 29 | Кишеевка                             | деревня                 | ↘2        | Село Которь               |
| 30 | Клинцы                               | деревня                 | ↘23       | Село Хотьково             |
| 31 | Кожановка                            | деревня                 | ↘9        | Деревня Высокое           |
| 32 | Которь                               | село                    | ↗203      | Село Которь               |
| 33 | Кочуково                             | деревня                 | ↗131      | Деревня Верхнее Гульцово  |
| 34 | Кремичное                            | деревня                 | ↗4        | Деревня Буда              |
| 35 | Куклино                              | деревня                 | ↘15       | Деревня Маслово           |
| 36 | Ломенка                              | деревня                 | ↘14       | Деревня Думиничи          |
| 37 | Лошево                               | деревня                 | →0        | Село Хотьково             |
| 38 | Лутовня                              | деревня                 | ↘0        | Село Чернышено            |
| 39 | Маклаки                              | село                    | ↘229      | Село Маклаки              |
| 40 | Марьинка                             | деревня                 | ↘4        | Деревня Буда              |
| 41 | Марьинский                           | село                    | ↘2        | Деревня Дубровка          |
| 42 | Маслово                              | деревня                 | ↘130      | Деревня Маслово           |
| 43 | Мирный                               | посёлок                 | ↘38       | Деревня Высокое           |
| 44 | Нижнее Гульцово                      | деревня                 | ↘13       | Деревня Верхнее Гульцово  |
| 45 | Нижнее Сяглово                       | деревня                 | ↘0        | Деревня Верхнее Гульцово  |
| 46 | Низвадово                            | деревня                 | ↘2        | Деревня Верхнее Гульцово  |
| 47 | Никитинка                            | деревня                 | →5        | Село Брынь                |
| 48 | Николаевка                           | деревня                 | ↘2        | Деревня Верхнее Гульцово  |
| 49 | Новослободск                         | село                    | ↗1395     | Село Новослободск         |
| 50 | Новый                                | посёлок                 | ↗558      | Деревня Буда              |
| 51 | Павловка                             | деревня                 | ↘12       | Село Которь               |
| 52 | Палики                               | деревня                 | ↘15       | Деревня Буда              |
| 53 | Палики                               | железнодорожная станция | ↘166      | Деревня Буда              |
| 54 | Паликского Кирпичного Завода         | село                    | ↗448      | Деревня Буда              |
| 55 | Плоцкое                              | деревня                 | ↗25       | Село Брынь                |
| 56 | Поляки                               | деревня                 | ↘31       | Деревня Думиничи          |
| 57 | Поляна                               | деревня                 | ↘30       | Село Маклаки              |
| 58 | Пузановка                            | деревня                 | ↘12       | Деревня Высокое           |
| 59 | Пыренка                              | деревня                 | ↘138      | Деревня Высокое           |
| 60 | Рассвет                              | деревня                 | ↘45       | Село Маклаки              |
| 61 | Речица                               | деревня                 | ↘10       | Деревня Дубровка          |
| 62 | Роженск                              | деревня                 | ↘13       | Деревня Маслово           |
| 63 | Рукав                                | деревня                 | →0        | Село Брынь                |
| 64 | Ряполово                             | деревня                 | ↘67       | Село Маклаки              |
| 65 | Семичастное                          | деревня                 | ↘25       | Село Брынь                |
| 66 | Сигунов                              | деревня                 | →0        | Село Маклаки              |
| 67 | Слободка                             | деревня                 | ↘43       | Село Новослободск         |
| 68 | Сухой Сот                            | деревня                 | ↘11       | Деревня Верхнее Гульцово  |
| 69 | Усадьба                              | деревня                 | ↗13       | Деревня Буда              |
| 70 | Усты                                 | село                    | ↘20       | Деревня Буда              |
| 71 | Хлуднево                             | деревня                 | ↗81       | Село Которь               |
| 72 | Хлудневский Карьер                   | деревня                 | ↗36       | Село Которь               |
| 73 | Хотисино                             | деревня                 | →2        | Деревня Думиничи          |
| 74 | Хотьково                             | село                    | ↘304      | Село Хотьково             |
| 75 | Чернышено                            | село                    | ↘728      | Село Чернышено            |
| 76 | Шваново                              | деревня                 | ↗5        | Село Брынь                |
| 77 | Шубник                               | деревня                 | ↘4        | Село Хотьково             |
| 78 | Ясенок                               | село                    | ↘42       | Деревня Высокое           |

Упразднённые населённые пункты:
- 2001 год — деревня Буда-Монастырская

## Органы управления
| Главы администрации Думиничского района | Главы администрации Думиничского района | Главы администрации Думиничского района |
| Ф. И. О.                                | Должность                               | Время замещения должности               |
| --------------------------------------- | --------------------------------------- | --------------------------------------- |
| Тамаров Виктор Иванович                 | Глава администрации                     | 1991—1996                               |
| Фёдоров Владимир Михайлович             | Глава администрации                     | 1996—2000                               |
| Тамаров Виктор Иванович                 | Глава администрации                     | 2000—2015                               |
| Жипа Владимир Иванович                  | Глава администрации                     | 11.2015—2018                            |
| Романов Александр Иванович              | Глава администрации                     | 2018-07.10.2020                         |
| Булыгин Сергей Геннадьевич              | Глава администрации                     | 25.12.2020-по настоящее время           |

### История органов власти
С момента образования района в 1929 году и до 22 августа 1991 года, фактическими руководителями района были секретари Районного Комитета ВКП(б), КПСС.
Глава исполнительной власти — председатель райисполкома, занимал в иерархии вторую ступень.
| Первые секретари Думиничского РК ВКП(б), КПСС | Первые секретари Думиничского РК ВКП(б), КПСС | Первые секретари Думиничского РК ВКП(б), КПСС |
| Ф. И. О.                                      | Должность                                     | Время замещения должности                     |
| --------------------------------------------- | --------------------------------------------- | --------------------------------------------- |
| Изуцкивер Михаил Александрович                | Первый секретарь райкома ВКП(б)               | 1929—01.1931                                  |
| Жаров                                         | Первый секретарь райкома ВКП(б)               | 1932—1934                                     |
| Усит Ян Петрович                              | Первый секретарь райкома ВКП(б)               | 1934—1936                                     |
| Мельников Роман Ефимович                      | Первый секретарь райкома ВКП(б)               | (между 1930 и 1937)                           |
| Романов Константин Иванович                   | Первый секретарь райкома ВКП(б)               | 1939—1942                                     |
| Антошкин Михаил Петрович                      | Первый секретарь райкома ВКП(б)               | 1942—1946                                     |
| Молотков Василий Елисеевич                    | Первый секретарь райкома ВКП(б)               | 1946—1950                                     |
| Заяц Филипп Степанович                        | Первый секретарь райкома ВКП(б)               | 1950 −1951                                    |
| Голубев Гавриил Семёнович                     | Первый секретарь райкома КПСС*                | 1951—1954                                     |
| Пильщиков Александр Васильевич                | Первый секретарь райкома КПСС                 | 1954—1959                                     |
| Никитенко Александр Прокофьевич               | Первый секретарь райкома КПСС                 | 1959—1962                                     |
| Акишин Николай Семёнович                      | Первый секретарь райкома КПСС                 | 1967—1981                                     |
| Фёдоров Владимир Михайлович                   | Первый секретарь райкома КПСС                 | 1981—1991                                     |

| Председатели Думиничского Райисполкома | Председатели Думиничского Райисполкома | Председатели Думиничского Райисполкома |
| Ф. И. О.                               | Должность                              | Время замещения должности              |
| -------------------------------------- | -------------------------------------- | -------------------------------------- |
| И. Т. Курдов                           | Председатель Райисполкома              | 1929—1930                              |
| Гутников                               | Председатель Райисполкома              | 1930—193.                              |
| Станкевич Иосиф Антонович              | Председатель Райисполкома              | 1933—?                                 |
| Ерохин                                 | Председатель Райисполкома              | ?                                      |
| Чурченко                               | Председатель Райисполкома              | ?                                      |
| Ильин Александр Иванович               | Председатель Райисполкома              | 1940—12.1941                           |
| Ястребов Андрей Михайлович             | Председатель Райисполкома              | 10.04.1942—06.05.1943                  |
| Мосин Антон Ефимович                   | Председатель Райисполкома              | 06.05.1943—?                           |
| Касаткин Михаил Андреевич              | Председатель Райисполкома              | кон. 1943−1945                         |
| Радионов Иван Тихонович                | Председатель Райисполкома              | 1945—1946                              |
| Кокадей                                | Председатель Райисполкома              | 1946—?                                 |
| Степаненков Василий Сергеевич          | Председатель Райисполкома              | ?—08.1950                              |
| Анкудинов Александр Васильевич         | Председатель Райисполкома              | 1950—1954                              |
| Митряев Василий Васильевич             | Председатель Райисполкома              | 1954—1955                              |
| Юшин Петр Афанасьевич                  | Председатель Райисполкома              | 1955—?                                 |
| Макаров Иван Алексеевич                | Председатель Райисполкома              | 1958—1959                              |
| Толмачёв Григорий Николаевич           | Председатель Райисполкома              | 1959—1962                              |
| Ермаков Дмитрий Дмитриевич             | Председатель Райисполкома              | 1967—1972                              |
| Рещиков Виктор Андреевич               | Председатель Райисполкома              | 1972—1975                              |
| Колянцев Бронислав Григорьевич         | Председатель Райисполкома              | 1975—1978                              |
| Савин Алексей Григорьевич              | Председатель Райисполкома              | 1978—1990                              |
| Тамаров Виктор Иванович                | Председатель Райисполкома              | 1990—1991                              |

## Экономика
| Год                                                              | 2007 | 2008 | 2009 | 2010 | 2011 |
| ---------------------------------------------------------------- | ---- | ---- | ---- | ---- | ---- |
| Объём промышленного производства в действующих ценах (млн. руб.) | 320  | 550  | 810  | 950  | 1112 |

Крупнейшее промышленное предприятие, начиная с 2008 года — ОАО «Думиничский молзавод» — производство сливочного масла, творога, глазированных сырков.
Товарная продукция сельского хозяйства — 80 млн руб. (2008—2010).
Бюджет района на 2012 год 320 млн рублей, консолидированный бюджет (с поселениями) — 389 млн руб.
Работают предприятия по производству стройматериалов (ЗАО «Думиничский завод», Паликский кирпичный завод, ЗАО «Стройкерамика»), фанеры (ОАО «Чернышенский лесокомбинат») и пищевой промышленности (мясокомбинат, молочный завод, хлебокомбинат, торговый дом «Хотьково» (производство сыра), ООО"Цветной колодец"). В январе 2009 запущен в строй Хлудневский щебеночный завод.
Строительная организация — ООО «ДуминичиГазстрой» (прокладка газопроводов и других инженерных коммуникаций).
До 2000 года в районе работало 14 СПК (бывших колхозов и совхозов). В 1980-е годы производство молока достигало 10-12 тыс. тонн, мяса (в живом весе) — 2 тыс. тонн. Сейчас сельское хозяйство представлено агрофирмами «Хотьково», «КАДВИ», ОАО «Нива», ООО «Которь», ООО «Славянский картофель» и фермерскими хозяйствами. Выращивание товарной рыбы (СПК «Рыбный»).
Из 30 тыс. га сельхозугодий в настоящее время (2012 г.) используется не более 8 тыс. га.
Производство основных видов продукции в сельхозпредприятиях в 2008 г. (без фермерских хозяйств, тыс.т.):
- Молоко — 3,9
- Скот (живой вес) — 0,5
- Картофель — 3,0
- Зерно — 5,0
- Товарная рыба — 0,3

В 2012 году производство составляет (тыс. тонн): молоко — 4, мясо (живой вес) — 0,3, картофель — 1, зерно — 3.
Фермерские хозяйства (действующих — 11) за год произвели (тыс. тонн): картофеля — 4,5, зерна — 1,2, молока — 0,5, мяса 0,6.
По сумме показателей сельхозпредприятий и фермерских хозяйств по производству молока район находится на уровне начала 1970-х, по производству мяса — на уровне 1950-х, зерна производится меньше, чем в первые годы коллективизации.
Лесхоз (площадь лесных угодий — 70 тыс. га). Предприятие по заготовке и переработке леса ООО «Крона».
В районе имеются разведанные месторождения известняков, глин, фосфоритов, стекольных песков.
В августе 2011 г. в с. Маклаки началось строительство цементного завода производительностью 10 тонн в сутки.

### Полезные ископаемые
В Думиничском районе разведаны месторождения кирпичного и керамзитового сырья, тугоплавких и огнеупорных глин, строительных известняков, формовочных, стекольных и строительных песков, трепела, песчано-гравийного материала, фосфоритов, торфа, пресных подземных вод.
Наиболее перспективные к разработке:
- Челищевское месторождение кирпичных суглинков расположено в 7,2 км к юго-западу от п. Думиничи, в 7,8 км от Паликского кирпичного завода. Запасы кирпичных суглинков в количестве 2535,0 тыс. м³ утверждены ТКЗ в качестве сырья для производства полнотелого рядового кирпича марок 175—250.
- Хлудневское месторождение известняков — в 24 км к северо-западу от станции Думиничи, в 0,4 км севернее деревни Павловка. Запасы известняков Хлудневского месторождения в количестве 24 094 тыс. м³ по категориям А+В+С1 утверждены ТКЗ как сырьё для производства щебня для строительных работ, для обжига на строительную известь, известняковую муку, порошок минеральный для асфальтобетона.
- Дубровское месторождение формовочных песков расположено в 3,5 км к юго-востоку от железнодорожной станции Думиничи, в 0,7 км к северо-востоку от деревни Дубровка. По минеральному составу пески Дубровского месторождения являются кварцевыми.
- Пыринское месторождение стекольных песков находится в Думиничском районе, в 9 км к западу от железнодорожной станции Палики, на водоразделе рек Ясенок, Песочная и Жиздра. Месторождение разведано в 1950 году, запасы утверждены ТКЗ в количестве 4583 тыс. т по категории С1.
- Слободско-Которецкое месторождение желваковых фосфоритов детально разведано в 1953 г. С 1963 г. по 1965 г. месторождение эксплуатировалось фосфорит¬ным заводом Главгорхимпрома министерства химической промышленности СССР. На балансе на 01.01 2006 г. числится 52759 тыс. т фосфоритовой руды по категориям А+В+С1 тыс. т.

## Транспорт
Через район проходит автомагистраль Москва — Брянск и
железная дорога Москва — Брянск (ст. Думиничи и ст. Палики). Ещё один участок ж/дороги Сухиничи-Фаянсовая (ст. Воймирово) — ходят дизель-поезда.
Автобусные перевозки пассажиров по городским, пригородным и междугородным маршрутам осуществляет ОАО «Думиничское автопредприятие», и ИП Михеев М. Н. осуществляющий междугородние и международные перевозки. С 2010 работает служба такси. Всего в районе зарегистрировано 2700 единиц автотранспорта (2009 г.).
Также по территории района проходит газопровод Дашава-Киев-Брянск-Москва (построен в 1952 г.)

## Образование
Первая школа на территории района была открыта в 1841 году в селе Зимницы (училище министерства госимуществ). В 1865—1867 годах открыты земские училища в Брыни и Буде, к 1870 году — во всех волостных центрах.
В 1930 году в крупных селах и деревнях начальные школы преобразованы в «семилетки». В 1936 году открылись первые в районе средние школы с 10-летним обучением в Думиничах, Брыни, Зимницах и Речице.
На 1.01.1941 в районе работали 4 средние школы (Думиничи, Брынь, Речица, Зимницы), 16 семилетних, 28 начальных, 2 детских сада.
В начале 1950-х в п. Думиничи открылась вечерняя школа (школа рабочей молодёжи). В сентябре 1955 в ней обучалось 150 учеников с 5 по 10 класс.
1955—1956 учебный год: 37 начальных, 12 семилетних и 5 средних школ, 3301 ученик.
Сентябрь 1967: 24 начальных, 11 восьмилетних и 9 средних школ, в том числе 2 средних школы рабочей молодёжи. 5433 ученика дневного обучения и 230 — в школах рабочей молодёжи.
В послевоенное время наибольшее количество учеников (5,5 тысяч) насчитывалось в середине 1960-х. Затем число школьников стало уменьшаться. В 1969—70 учебном году — 5282 ученика и 316 учителей.
В 1982 году на ст. Думиничи открылось СПТУ — училище по подготовке сельских кадров (с 2011 — филиал Сухиничского колледжа).
В 2008—2010 закрылись Дубровская, Маклаковская и Рассветская школы.
В настоящее время в районе насчитывается 13 общеобразовательных школ и 1 филиал. Выпуск 11-х классов 2012 года — 79 человек. 2012—13 учебный год — 1141 ученик.
Также работает детско-юношеская спортивная школа.
В 2012 открыто два новых детских сада (теперь их стало 9).

## Культура
В деревне Хлуднево и п. Думиничи — народный промысел по изготовлению глиняных игрушек (Хлудневская игрушка).
В районе издаётся газета «Думиничские вести» (с 1930 года, тираж 2500 экземпляров).
Детская школа искусств (классы хоровой, фортепиано, художественный).

## Достопримечательности

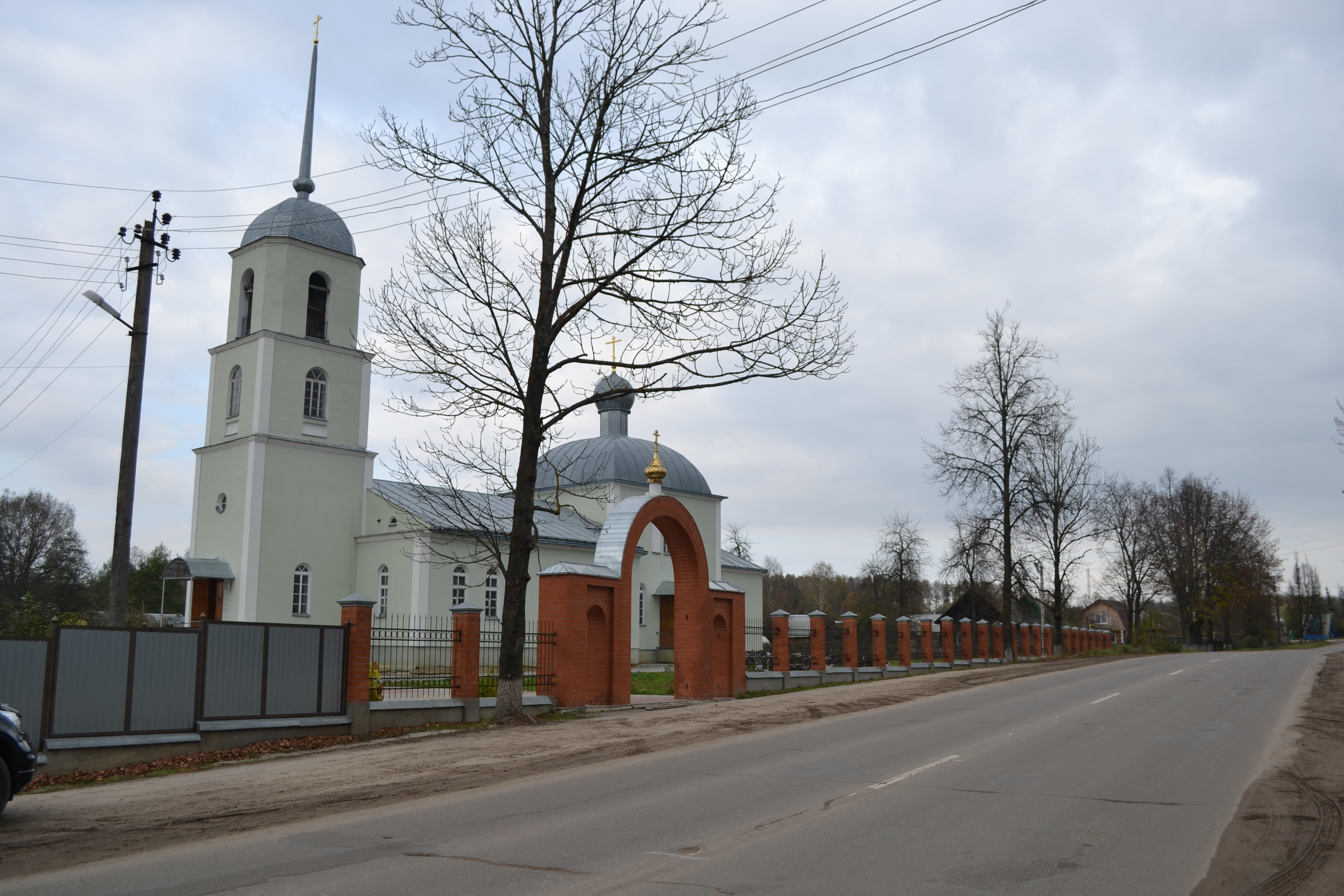
Храм Косьмы и Дамиана в Думиничах.

В селе Брынь — развалины промышленного комплекса XVIII века, церковь-ротонда 1846 года. Церковь Космы и Дамиана (п. Думиничи). Храм Воскресенья Господня (с. Усты). Храм в с. Хотьково. Музей народных промыслов и ремесел (п. Думиничи). Музей боевой славы (с. Маклаки). В д. Хлуднево — братская могила лыжников-чекистов, в числе которых Герой Советского Союза Лазарь Паперник, и памятник. В д. Каменка — могила Героя Советского Союза С. И. Хиркова.
Любительская рыбалка в СПК «Рыбный» и с. Хотьково с июня по август (карп, карась).
В д. Кремичное с 2010 года работает турбаза (сельский отдых, рыбалка, ягоды-грибы).

### Утраченные храмы
- Храм в честь Рождества Богородицы в Хотьково. Церковь деревянная с деревянной колокольней. Построена в 1900 году прихожанами и жертвователями. Имелась библиотека. В 2001—2002 годах в селе выстроена одноимённая каменная[40].
- Храм в честь святого Николая Чудотворца в Боброво. Построен в 1909 году прихожанами и благотворителями, в том числе помещицей с. Брынь Натальей Владимировной Толстой и козельским помещиком Дмитрием Александровичем Безносовым[41].
- Храм в честь Михаила Архангела в Вертном. Построен прихожанами в 1911 году[42].
- Храм Святой Живоначальной Троицы в Зимницах. Построен в 1670 году стольниками Романом и Кириллом Аристарховичами Яковлевыми. Закрыт в 1937 году, спустя два года взорван[43].
- Храм Преображения Господня в Дубровке[44].
- Церковь Успения Пресвятой Богородицы в Чернышено[45].
- Церковь Параскевы (Пятницы) Великомученицы в Котори[46].
- Деревянный храм на святых вратах (каменных) во имя Св. Архистратига Михаила. Дорогошангский Троицкий монастырь в Зимницах.

## Известные люди района
Герои Гражданской войны
- Васильев, Степан Петрович (1892—1934) — уроженец д. Усадьба, награждён орденом Красного Знамени РСФСР. Военком 229 стр. полка: Прик. РВСР № 212: 1920 г.

Герои Советского Союза
- Дайдоев, Иван Тимофеевич
- Демёхин, Андрей Васильевич
- Сидоренко, Иван Петрович
- Тряскин, Александр Андреевич
- Сокур, Петр Трофимович

Известные земляки

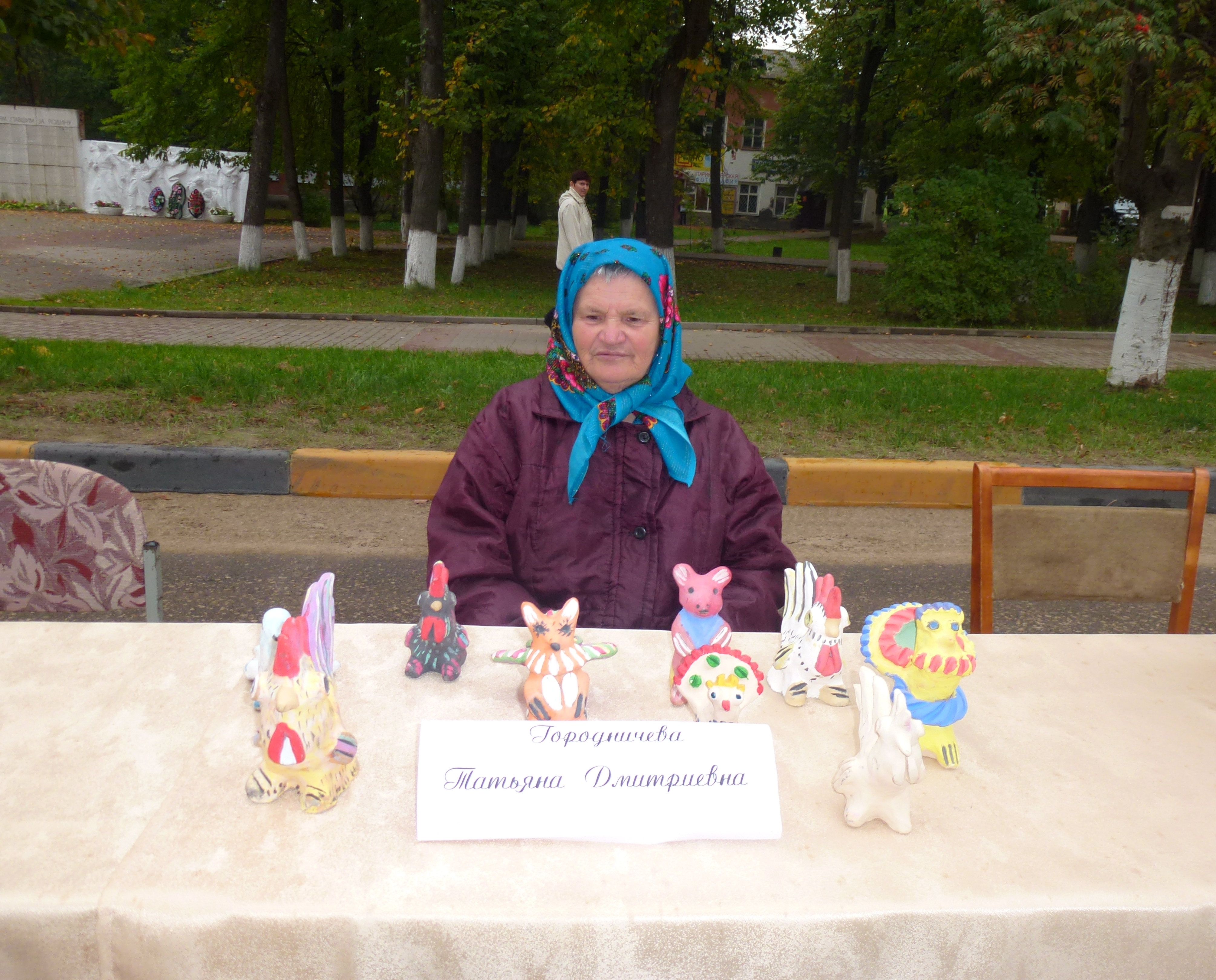
Хлудневская мастерица Татьяна Городничева

- В с. Дубровка родился художник-сюрреалист Павел Челищев (1898—1957).
- В с. Усты прошло детство писателя Б. К. Зайцева.
- В с. Брынь родился церковный деятель, казанский митрополит Иаков (Пятницкий) (1844—1923).
- В с. Маклаки в 1834—1836 гг. неоднократно бывал поэт А. И. Полежаев, проходивший воинскую службу в г. Жиздра.
- В с. Чернышено в поместье своих родителей в детские годы бывал будущий завоеватель Ферганы М. Д. Скобелев. Селом с 1815 г. владел полководец генерал Иван Никитич Скобелев, в Чернышене (предположительно) родился его сын Дмитрий Иванович.
- В с. Брынь с мая по сентябрь 1910 жил М. М. Пришвин.
- В с. Дубровка родился Василий Федорович Евстратов, ученый, специалист в области химической технологии шинного производства (12.02.1908—11.11.1992).
- В январе-феврале 1942 года на территории района воевал и был тяжело ранен поэт Семен Гудзенко.
- В д. Буда Монастырская родился преподобномученик Евфимий (Любовичев) (1875—1931).
- В д. Гремячевка Которского с/с родился герой России генерал В. Н. Боковиков.
- В д. Марьинка родился Т. Б. Митрохин (1902—1980), единственный нарком (министр) резиновой промышленности СССР (в 1942—1948 гг).
- В п. Думиничи родился командарм Н. Н. Никишин(1896—1974)[47].
- В 1964 году в п. Палики родился российский композитор, автор песен и певец, Титов Павел Петрович (Паскаль).